# Sawahan (Padang Timur)
Sawahan is een bestuurslaag in het regentschap Padang van de provincie West-Sumatra, Indonesië. Sawahan telt 4787 inwoners (volkstelling 2010).